# Théorème de Hellmann-Feynman
En mécanique quantique, le théorème de Hellmann-Feynman relie d'une part la dérivée de l'énergie totale par rapport à un paramètre, et d'autre part l'espérance quantique de la dérivée de l'hamiltonien par rapport à ce même paramètre. D'après ce théorème, une fois que la distribution spatiale des électrons a été déterminée par la résolution de l'équation de Schrödinger, toutes les forces du système peuvent être calculées via l'électrodynamique classique.
Ce théorème a été démontré indépendamment par de nombreux auteurs, notamment Paul Güttinger (1932), Wolfgang Pauli (1933), Hans Hellmann (1937) et Richard Feynman (1939).

## Enoncé
Le théorème s'énonce, avec la notation bra-ket (ou notation de Dirac) :
{\displaystyle {\frac {\mathrm {d} E_{\lambda }}{\mathrm {d} {\lambda }}}=\left\langle \psi _{\lambda }\left|{\frac {\mathrm {d} {\hat {H}}_{\lambda }}{\mathrm {d} \lambda }}\right|\psi _{\lambda }\right\rangle =\int {\psi _{\lambda }^{*}{\frac {\mathrm {d} {{\hat {H}}_{\lambda }}}{\mathrm {d} {\lambda }}}\psi _{\lambda }\ \mathrm {d} V}}où :
- {\displaystyle {\hat {H}}_{\lambda }} est un opérateur hamiltonien qui dépend d'un paramètre continu {\displaystyle \lambda } ;
- {\displaystyle \psi _{\lambda }\,} est une fonction d'onde propre (fonction propre) de l'hamiltonien, normée (ie {\displaystyle 1=||\psi ||^{2}=\langle \psi _{\lambda }|\psi _{\lambda }\rangle =\int \psi _{\lambda }^{\star }\psi _{\lambda }\mathrm {d} V}), qui dépend donc implicitement de {\displaystyle \lambda } ;
- {\displaystyle E_{\lambda }} est l'énergie (la valeur propre) de la fonction d'onde ;
- {\displaystyle \mathrm {d} V\,}implique l'intégration sur le domaine de définition de la fonction d'onde.

## Démonstration
Pour démontrer ce théorème, on part de {\displaystyle E_{\lambda }=\langle \psi _{\lambda }|{\hat {H}}_{\lambda }|\psi _{\lambda }\rangle }. En dérivant par rapport au paramètre {\displaystyle \lambda }, on obtient :
{\displaystyle {\frac {\mathrm {d} E_{\lambda }}{\mathrm {d} {\lambda }}}=\left\langle {\frac {\mathrm {d} \psi _{\lambda }}{\mathrm {d} \lambda }}\left|{\hat {H}}_{\lambda }\right|\psi _{\lambda }\right\rangle +\left\langle \psi _{\lambda }\left|{\frac {\mathrm {d} {\hat {H}}_{\lambda }}{\mathrm {d} \lambda }}\right|\psi _{\lambda }\right\rangle +\left\langle \psi _{\lambda }{\bigg |}{\hat {H}}_{\lambda }{\bigg |}{\frac {\mathrm {d} \psi _{\lambda }}{\mathrm {d} \lambda }}\right\rangle }
Comme {\displaystyle {\hat {H}}_{\lambda }|\psi _{\lambda }\rangle =E_{\lambda }|\psi _{\lambda }\rangle } et {\displaystyle \langle \psi _{\lambda }|{\hat {H}}_{\lambda }=E_{\lambda }\langle \psi _{\lambda }|}, il reste :
{\displaystyle {\frac {\mathrm {d} E_{\lambda }}{\mathrm {d} {\lambda }}}=\left\langle \psi _{\lambda }\left|{\frac {\mathrm {d} {\hat {H}}_{\lambda }}{\mathrm {d} \lambda }}\right|\psi _{\lambda }\right\rangle +\underbrace {E_{\lambda }\left\langle {\frac {\mathrm {d} \psi _{\lambda }}{\mathrm {d} {\lambda }}}{\bigg |}\psi _{\lambda }\right\rangle +E_{\lambda }\left\langle \psi _{\lambda }{\bigg |}{\frac {\mathrm {d} \psi _{\lambda }}{\mathrm {d} {\lambda }}}\right\rangle } _{=~E_{\lambda }{\frac {\mathrm {d} \langle \psi _{\lambda }|\psi _{\lambda }\rangle }{\mathrm {d} \lambda }}}}
Comme {\displaystyle \psi _{\lambda }} est normée, {\displaystyle \langle \psi _{\lambda }|\psi _{\lambda }\rangle =1=\mathrm {constante} }. La formule précédente se réécrit :{\displaystyle {\frac {\mathrm {d} E_{\lambda }}{\mathrm {d} {\lambda }}}=\left\langle \psi _{\lambda }\left|{\frac {\mathrm {d} {\hat {H}}_{\lambda }}{\mathrm {d} \lambda }}\right|\psi _{\lambda }\right\rangle }
Ce qu'il fallait démontrer.